# شهرستان بیوت (داکوتای جنوبی)
شهرستان بیوت، داکوتای جنوبی (به انگلیسی: Butte County, South Dakota) یک سکونتگاه مسکونی در ایالات متحده آمریکا است که در داکوتای جنوبی واقع شده‌است.

## خصوصیات
شهرستان بیوت ۵٬۸۷۰ کیلومترمربع مساحت دارد.